# Laufzettel
Der Laufzettel (englisch tracer) ist in der Produktionswirtschaft ein Organisationsmittel der Produktionsplanung und -steuerung, in welchem der Bearbeitungsstatus eines Arbeitsobjektes während des Produktionsprozesses vermerkt wird. 

## Allgemeines
Vor und während der Produktion werden häufig Arbeitspläne, Laufkarten, Laufzettel und Produktzeichnungen benötigt, die wiederum Stamm- und Strukturdaten von Produkten, Halbfabrikaten oder Betriebsmitteln enthalten. Der Informationsfluss zwischen den Arbeitskräften erfolgt während des Produktionsprozesses häufig über einen Laufzettel, der das Arbeitsobjekt begleitet.

## Inhalt
Der Laufzettel dient der Kommunikation zwischen verschiedenen Arbeitsplätzen, indem er Informationen über den Status der Bearbeitung enthält, die bei einem folgenden Ablaufabschnitt vorausgesetzt werden. Hierdurch wird jede Zustandsänderung dokumentiert. Um die Produktqualität zu kontrollieren, werden die Werkstücke in der Produktion von einem Laufzettel begleitet, auf dem jeder Bearbeitungsschritt durch die Mitarbeiter persönlich abgezeichnet werden muss.
Der Laufzettel besitzt auch eine Informationsfunktion für die Kostenrechnung, denn er erfasst die Arbeitszeit und damit den Stücklohn eines jeden Arbeiters, so dass die Fertigungseinzelkosten genauer ermittelt werden können.

## Organisatorische Aspekte
Der Laufzettel vermerkt den Status nach jedem Arbeitsablauf und ist neben dem Arbeitsplan und der Laufkarte ein wesentliches Organisationsmittel. Die Methodik der Produktionsprozesssteuerung (japanisch Kanban) ist wörtlich übersetzt ein „Laufzettel“. Die Kanban-Methodik hilft, die Just-in-time-Produktion bei Serienfertigung zu realisieren. Die Laufkarte unterscheidet sich vom Laufzettel dadurch, dass letzterer auch ein wichtiges Dokument für die Kostenrechnung und Nachkalkulation darstellt, während die Laufkarte ausschließlich der Arbeitsorganisation dient. 

## Bibliotheken
In Bibliotheken wird einem Buch bei dessen Inventarisierung ein Laufzettel beigelegt, auf dem die einzelnen Stationen angegeben sind, die das Buch bei seinem Gang durch die Bibliothek durchläuft. Mit der weitgehenden Einführung von elektronischen Hilfsmitteln (Bibliotheksnutzerkarten mit Magnetstreifen oder Chip) und zentralen Bestandsdatenbanken (OPAC) ist die Bedeutung des klassischen papierenen Laufzettels allerdings zu Beginn des 21. Jahrhunderts stark zurückgegangen.